# Grand Prix Hassan II 2022
Grand Prix Hassan II 2022 — тенісний турнір, що проходив на ґрунтових кортах у місті Марракеш, Марокко з 4 до 10 квітня. Належав до категорії ATP 250.

## Фінальна частина

### Одиночний розряд
Давід Ґоффен —  Алекс Молчан 3–6, 6–3, 6–3

### Парний розряд
Рафаель Матос /  Давід Веґа Ернандес —  Андреа Вавассорі /  Ян Зелінський 6–1, 7–5